# 2003년 서울국제여성영화제
제5회 서울국제여성영화제는 2003년 4월에 개최된 영화제이다. 서울 대학로일대 동숭아트센터, 하이퍼텍 나다, 동덕여대 공연예술센터 공연장에서 개최되었다.

## 수상 및 후보

### 최우수상
- Oh! 뷰리풀 라이프 - 김인숙 수상

### 우수상
- 할머니의 노래 - 리 징후이 수상
- 발 만져주는 여자 - 이도 수상

### 관객상
- 천국의 비밀 - 선 고 수상
- 다큐멘터리 옥랑문화 수상작
- 엄마··· - 류미례 수상

### 여성신문상
- 거북이 시스터즈 - 여성영상집단 움 수상

### 박남옥 영화상
- 미소 - 박경희 수상

### 새로운 물결
- 밀애 - 변영주
- 축복 - 레이첼 더글라스
- 캐롤라이나 - 마를렌 고리스
- 달의 표정들 - 기타 쉬프터
- 베를린의 여걸들 - 바바라 투펄
- 가솔린 - 모니카 스탬브리니
- 질투는 나의 힘 - 박찬옥
- 애정성시 - 야우 칭
- 삶의 색 - 패트리시아 플라트너
- 결혼의 방식 - 캐서린 마틴
- 네이키드 - 도리스 도리
- 조각하늘 - 베네딕트 리에나르
- 레지나! - 마리아 시거다도티어
- 문지르고 당기고 - 류수경
- 이삭줍는 사람들과 나 2년 후 - 아녜스 바르다
- 도시의 허울 아래서 - 락샨 바니 에테마드
- 비너스 보이즈 - 가브리엘 바우어
- 불길한 예언 - 타냐 띠나히에로 레자
- D.E.B.S. - 안젤라 로빈슨
- 게트루디스 블루스 - 파트리샤 까리죠 까레라
- 랑데부 - 마리에뜨 몽삐에르
- 백일몽 - 아소세나 데 라 포엔테
- 오르기 - 박은영
- 해적들의 연인 - 소피아 피터피
- 나의 이야기 - 유민지
- 믿음의 엽서 - 레슬리 아담스
- 연분 - 이애림
- 씽 씽 씽 - 로즈위타 멘첼
- 전설의 여성무법자 - 셀리아 갈란 홀베
- 비너스 - 신강이 외3명
- 사랑의 묘약 - 가엘 데니스
- 물고기는 잠들지 않는다 - 가엘 데니스
- 벌에 대한 다큐멘터리 - 리앤 에릭슨
- 제이크와 놀다 - 리앤 에릭슨
- 개 / 도그 - 수지 템플리턴
- 내 안에는 - 수지 템플리턴